# Eranina fulveola
Eranina fulveola är en skalbaggsart som först beskrevs av Bates 1881. Eranina fulveola ingår i släktet Eranina och familjen långhorningar.
Artens utbredningsområde är:
- Guatemala.
- Panama.

Inga underarter finns listade i Catalogue of Life.